# Jean Nicholas Nicollet
Joseph Nicolas Nicollet (24 de julio de 1786-11 de septiembre de 1843), también conocido como Jean-Nicolas Nicollet, fue un geógrafo, astrónomo y matemático francés, conocido por cartografiar la cuenca alta del río Misisipi durante la década de 1830. Condujo tres expediciones en el área localizada entre el Misisipi y el río Misuri, principalmente en los actuales estados de Minnesota, Dakota del Sur y Dakota del Norte.
Antes de emigrar a los Estados Unidos, Nicollet fue profesor de matemáticas en el Liceo Louis-le-Grand, y profesor y astrónomo en el Observatorio de París con Pierre-Simon Laplace. Cambios políticos y académicos en Francia condujeron a Nicollet a viajar a los Estados Unidos, donde desarrollaría una nueva faceta de su trabajo que reforzaría su reputación en ámbitos universitarios europeos.
Los mapas de Nicollet estaban entre los más precisos de su época, corrigiendo los errores de los mapas de Zebulon Pike, y sirvieron de base para todos los posteriores mapas del interior estadounidense. También fueron los primeros en representar la elevación con sombreados y en utilizar los topónimos originales empleados por los nativos americanos de cada región. El Mapa hidrográfico de la cuenca alta del Misisipi de Nicollet fue publicado en 1843, después de su muerte.
La Torre de Nicollet, construida en 1991 en Sisseton (Dakota del Sur), es un monumento en reconocimiento de Nicollet y su trabajo.

## Primeros años y educación

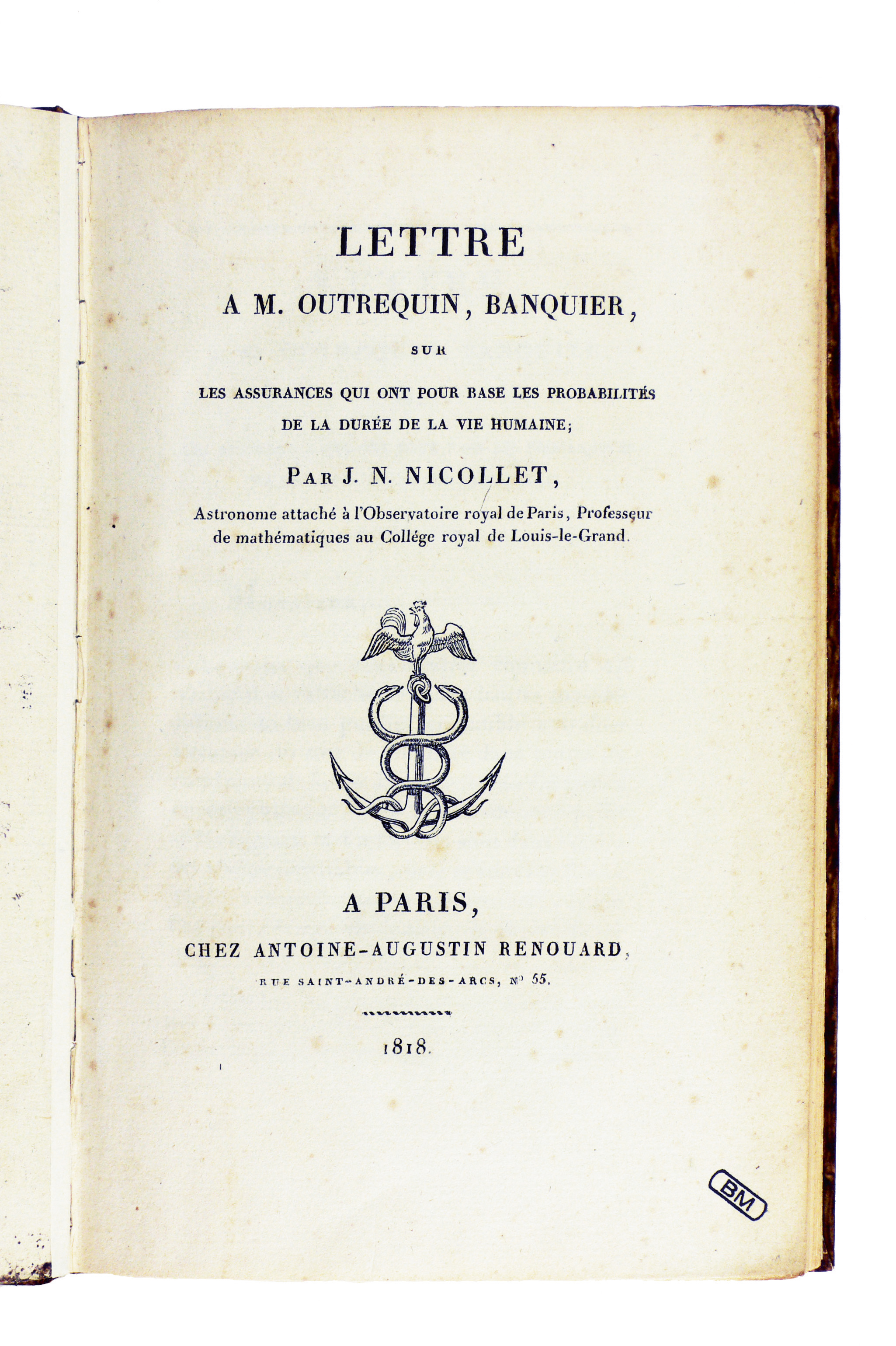
Lettre sur les assurances, 1818.

Nicollet, nacido en la ciudad de los Alpes Franceses de Cluses (Saboya) fue un alumno muy brillante, mostrando gran aptitud en matemáticas y astronomía, lo que le valió obtener una beca para el Colegio de los Jesuitas en Chambéry. Comenzó a enseñar matemáticas con 19 años de edad en 1817, y fue nombrado profesor y astrónomo en el Observatorio de París. Trabajó con el científico y matemático Pierre-Simon Laplace. Mientras trabaja en el observatorio parisino, Nicollet descubrió un cometa, obteniendo una gran reputación como experto en astronomía y geografía física. Durante la década de 1820 trabajó como profesor de matemáticas en el Liceo Louis-le-Grand.

## Emigración a Estados Unidos en 1832
Nicollet encontró dificultades financieras y profesionales como resultado de la turbulencia política en Francia tras la Revolución de 1830 y el dominio creciente de la física como una ciencia de laboratorio. Sin dinero, emigró a los Estados Unidos en 1832, navegando desde el puerto de Brest. Nicollet esperaba aumentar su reputación entre los académicos europeos a través de su trabajo en los Estados Unidos.
Su idea era realizar un "tour científico" del país y tenía como meta utilizar su experiencia para cartografiar con precisión el valle del río Misisipi. Llegó a Washington D. C., donde se reunió con científicos y funcionarios del gobierno, analizando los datos geográficos disponibles sobre el país. Viajó a Nueva Orleans, desde donde tenía la intención de continuar hasta San Luis, pero debido a un brote de cólera, prácticamente se interrumpió el viaje en barco de vapor. En estas circunstancias, decidió pasar los tres años siguientes viajando por todo el sur, principalmente entre Nueva Orleans y Baltimore. Nicollet llegó a San Luis en 1835.

## Cartografiado del Misisipi
Tras su llegada en 1835 a San Luis, Nicollet obtuvo apoyo para su plan de cartografiar el río Misisipi de la compañía peletera American Fur Company y de la acaudalada familia Choteau, también dedicados al comercio de pieles. Desde San Luis, tomó un barco recorriendo el río hasta Fort Snelling, Minnesota. En los cuatro años siguientes Nicollet realizó tres expediciones para explorar el Misisipi superior, principalmente en el área que ahora es Minnesota, Dakota del Norte y Dakota del Sur.

### Primera expedición, 1836-1837

Mapa de Nicollet de la Cuenca Hidrográfica del Alto Misisipi, 1843.

La primera expedición tuvo lugar en 1836-1837 y fue financiada de forma privada por la American Fur Companyy por la familia Choteau. Nicollet partió en canoa desde el fuerte Snelling  el 29 de julio de 1836, acompañado por Chagobay (un jefe ojibwa) y su hijo de nueve años de edad, y por un guía medio francés llamado Brunia. Nicollet exploró el Misisipi hasta su fuente del lago Itasca y su afluente próximo al Misisipi, el río Saint Croix. Los resultados de esta expedición permitieron la corrección de un error en el mapa de 1805 de Zebulon Pike, que recogía la boca del río Crow Wing demasiado alejada al oeste, representación inexacta en todos los mapas anteriores de esa zona.

### Segunda expedición, 1838
A su regreso a Washington D. C. para presentar sus hallazgos, Nicollet fue nombrado jefe del recién formado Cuerpo de Ingenieros Topográficos de los Estados Unidos para liderar una expedición financiada por el Departamento de Guerra, asignándole el área entre los ríos Misisipi y Misuri para corregir los mapas de la zona occidental afectados por un error cometido por Pike. La expedición partió el 18 de junio de 1838 desde Traverse des Sioux, y estaba integrada por John C. Frémont (designado por el Departamento de Guerra como escolta militar), José Renville Jr. y Joseph LaFromboise, un agente de la American Fur Company que era mitad francés y mitad nativo americano. El 4 de julio de 1838 la expedición llegó a Pipestone Quarry, donde grabaron sus iniciales en una roca. Desde allí, siguieron los ríos Minnesota y Blue Earth hacia Spirit Lake (Iowa).

### Tercera expedición y muerte
En su tercera y última expedición, dirigida por Louison Freniere, Nicollet conservó la asistencia de Fremont y estuvo acompañado en parte del viaje por Pierre-Jean de Smet, un misionero jesuita. De Smet utilizaría los métodos que aprendió de Nicollet para hacer sus propios mapas de la cuenca del río Misuri. En el este, en la que era su segunda expedición, el botánico Charles Geyer tomó extensas notas de catalogación de plantas nativas de la zona. Este viaje también fue financiado por el gobierno, y Nicollet partió del noroeste del estado de Iowa, a orillas del río Misuri, hacia Fort Pierre (Dakota del Sur). Sus esfuerzos fueron obstaculizados por el hundimiento en abril de 1839 del buque de vapor Pirate, encargado de llevarle las provisiones. El 11 de julio de 1839 iniciaron la segunda etapa de su viaje, partiendo de Fort Pierre hacia Devils Lake (Dakota del Norte). A partir de ahí, Nicollet viajó de vuelta a través del Coteau des Prairies hacia Fort Snelling.
El 11 de septiembre de 1839, Nicollet regresó a Washington D. C., donde trabajó en la consolidación de la información recogida en un informe al Senado. Tenía la intención de regresar a Minnesota para continuar su trabajo, pero problemas de salud causaron su muerte en Washington, en 1843.

## Legado

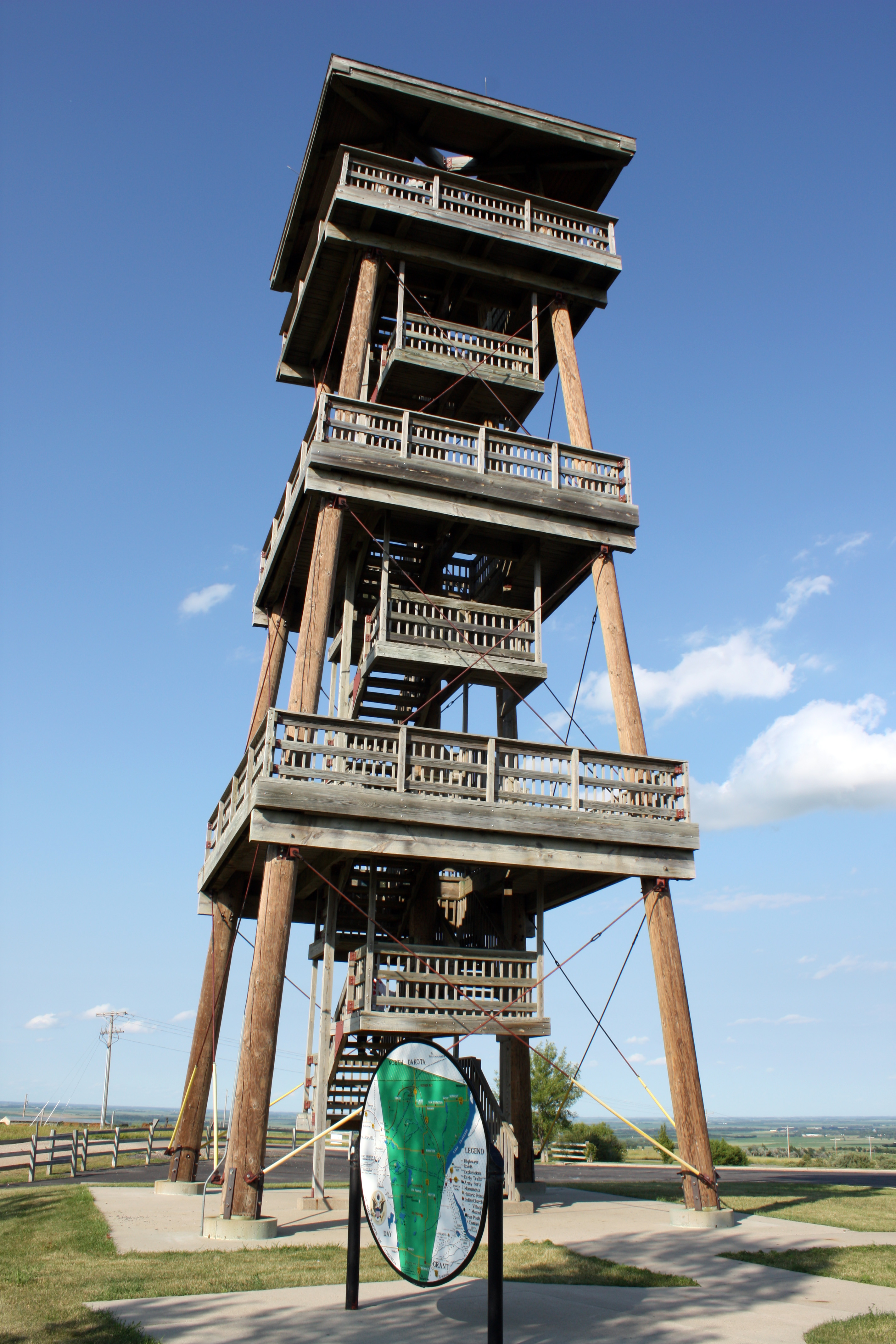
Torre Nicollet, localizada en Sisseton (Dakota del Sur)

Posteriormente, en ese mismo año 1843, se publicó un libro que recoge gran parte de su trabajo, Map of the Hydrographical Basin of the Upper Mississippi [Mapa de la cuenca hidrográfica del alto Misisipi]. Los mapas contenidos en el libro eran muy precisos, cubriendo una región con una superficie superior a la de media Europa. De Nicollet también fueron los primeros mapas en el mundo que representaban la elevación (la altitud) con tramas, convirtiéndose en la principal fuente de los topónimos originales nativos de la región. Muchos de los dibujos y apuntes realizados por Nicollet de sus expediciones se encuentran en la Biblioteca del Congreso de Estados Unidos, en el Instituto Smithsoniano y en los Archivos Nacionales.

## Eponimia
- El nombre de Nicollet sirve para designar varios lugares de la región que exploró, incluyendo la isla Nicollet, la Avenida Nicollet en Minneapolis, el Condado de Nicollet[8] y la ciudad de Nicollet, todos ubicados en Minnesota.
- El cráter lunar Nicollet lleva este nombre en su memoria.[9]

### Torre de Nicollet
En 1991 se construyeron en Sisseton (Dakota del Sur) un centro de Interpretación y una torre mirador, la torre Joseph N. Nicollet , cerca de la ruta que Nicollet había seguido desde el lago del Diablo hasta el fuerte Snelling en su expedición final. Un banquero residente en Sisseton quedó fascinado con la historia de Nicollet después de leer Joseph N. Nicollet on the Plains and Prairies´´ [Joseph N. Nicollet en las llanuras y praderas], una traducción de los trabajos de Nicollet, y recaudó 335.000 dólares de siete donantes locales para construir el monumento. Los 24 m de altura de la torre y sus 96 escalones fueron construidos principalmente en madera de tsuga de Idaho, con pilares de hormigón y pernos de acero. Desde la parte superior, se observan seis condados en tres Estados (Dakota del Sur, Dakota del Norte y Minnesota), una vista de la Divisoria Laurentiana, la meseta de las Praderas y el antiguo valle glaciar caracterizado por Nicollet. El centro de interpretación alberga 220 metros cuadrados de espacio de aulas y sala de exhibiciones, incluyendo mapas de Nicollet y un mural representando la reunión de Nicollet con Wa-na-ta, jefe de la tribu Yankton Dakota.

## Lecturas relacionadas
- Nicollet, Joseph Nicolas (1970). The journals of Joseph N. Nicollet: a scientist on the Mississippi headwaters: with notes on indian life, 1836-37. Minnesota Historical Society.
- Bray, Martha Coleman (1980). Joseph Nicollet and his map. American Philosophical Society.
- Nicollet, Joseph Nicolas; Bray, Edmund; Bray, Martha Coleman (1993). Joseph N. Nicollet on the plains and prairies: the expeditions of 1838-39, with journals, letters, and notes on the Dakota Indians. Minnesota Historical Society Press.